# 大本教
大本，俗稱大本教，是一個日本的新興宗教。1898年由日本人出口直、出口王仁三郎創立。

## 历史
1892年，日本神道十三派之一金光教的巫師出口直，自稱得到國祖國常立大神的神示，1898年與同教的巫師出口王仁三郎相約，創立大本教。出口直為大本教第一代教主，出口王仁三郎為大本教的聖師。
出口直自稱得到了嚴靈國常立大神的神示，以御筆先（自動書寫）的方式與教徒進行間接交流。出口王仁三郎則主要以小松林命、松岡芙蓉仙人以及豐雲野大神等瑞靈系的神祇附身的方式同教徒直接交流；1918年出口直昇天之後，他也自稱嚴靈附身，後來口述出版了《靈界物語》一書。
在第二次世界大戰之前，大本教因主張人人平等以及世界和平而在日本迅猛發展，十分有影響力。這引起了當時大日本帝國政府的關注。從1921年（大正10年）起，日本政府對大本教進行鎮壓，史稱第一次大本事件。出口王仁三郎以不敬罪、違反新聞報紙法的罪名被逮捕；但次年由於大正天皇的大葬而被特赦出獄。1924年，出口王仁三郎等6人受到中國馬賊盧占魁的邀請前往蒙古傳教，途中遭到張作霖的襲擊，全部被捕。但後來被證實了日本人身份後，6人全部被釋放，同年回國。
1934年在東京九段會館成立昭和神聖會，信眾超過800萬人。次年又發生第二次大本事件，大本教的大量相關人員被逮捕，建築被拆毀，著作被禁。出口王仁三郎於1942年被保釋出獄，但活動全部停滯。1945年日本投降之後鎮壓令解除，重新活躍。
1980年，大本教內部發生分裂，最終分裂為大本本部、大本信徒聯合會以及愛善苑等3個團體。
大本教以京都府綾部市梅松苑（大本教發祥地）和龜岡市天恩鄉（即龜山城，大本教的布教中心）為二大聖地。以出口直的《大本神諭》和出口王仁三郎的《靈界物語》為二大教典。目前在日本國內有教徒10萬至50萬人左右，日本國外有5,000至1萬人左右。

## 大本教分裂後的三大團體
| 名称           | 組織     | 教主           | 實力者 | 本部所在地     | 官方網站          | 教團出版社 |
| 大本（本部）   | 宗教法人 | 聖子→紅        | 京太郎 | 二大聖地       | www.oomoto.or.jp  | 天声社     |
| 大本信徒聯合會 | 任意團體 | 直美           | 榮二   | 綾部市驛前通   | www.omt.gr.jp     | 愛善世界社 |
| 愛善苑         | 宗教法人 | （否定教主制） | 和明   | 龜岡市中矢田町 | www.aizenen.info/ |            |

## 大本教的領袖
大本教的最高領袖為教主，奉行傳女不傳男的原則。因此所有教主都是女性。
| 代 | 戶籍名字 | 通稱 | 任期               | 與前任的關係 |
| -- | -------- | ---- | ------------------ | ------------ |
| 1  | 出口直   |      | 1898年 - 1918年    |              |
| 2  | 出口澄   |      | 1918年 - 1952年    | 出口直第五女 |
| 3  | 出口直日 |      | 1952年 - 1990年    | 出口澄長女   |
| 4  | 出口聖子 |      | 1990年 - 2001年4月 |              |
| 5  | 出口紅   |      | 2002年5月16日 -    |              |

而為了得到女性後嗣作為教主的繼承人，入贅的女婿是十分必要的。這些女婿皆繼承了妻子出口氏之氏名，並在大本教中擁有很高的地位。

| 妻            | 夫       | 夫在教團內的頭銜 |
| 二代教主 澄   | 王仁三郎 | 聖師             |
| 三代教主 直日 | 日出麿   | 三代教主補→尊師  |
| 八重野        | 宇知麿   | 總長             |

## 其他
大本教主張建立世界聯邦，這與伊朗的巴哈伊教的主張有些相似。此外，合氣道的創始人植芝盛平就受到了大本教的深遠影響。

## 外部連結
- 宗教法人大本・本部（パソコン用サイト）（页面存档备份，存于）
- 宗教法人大本・本部（携帯電話・PHS用サイト）（页面存档备份，存于）
- 本部　青年部（页面存档备份，存于）
- 天声社（出版部門）（页面存档备份，存于）
- エスペラント普及会（页面存档备份，存于）